# Richard Melillo
Richard Melillo (ur. 24 czerwca 1953) – francuski judoka.
Zajął piąte miejsce na mistrzostwach świata w 1983. Startował w Pucharze Świata w 1992. Zdobył pięć medali mistrzostw Europy w latach 1983 - 1987, w tym złoty w drużynie w 1984. Wicemistrz igrzysk śródziemnomorskich w 1983 i 1987. Mistrz Francji w 1983, 1986, 1987 i 1989 roku.